# Dansk Aktionærforening
Dansk Aktionærforening er en dansk forbrugerpolitisk interesseorganisation, der arbejder for at støtte medlemmerne i deres egenskab af aktionærer, investorer og pensionsopsparere samt forbedre deres vilkår.
Foreningen ledes af et repræsentantskab, en bestyrelse og en direktion. Den er stiftet i 1984 og har til huse på Gammel Kongevej i København.
Dansk Aktionærforening har en ungdomsorganisation, Unge Aktionærer.

## Direktører
- 1988-1995 Asger Bojesen (Formand 1985-1988)
- 1995-2007 Claus Silfverberg
- 2007-2008 Linda Overgaard
- 2008-2012 Charlotte Lindholm
- 2012-2016 Jens Møller Nielsen
- 2016-2018 Leonhardt Pihl
- 2018 og nu Mikael Bak